# Baekje
Baekje (en hangul, 백제; en hanja, 百濟; McCune-Reischauer, Paekche) fue un reino situado al suroeste de la península de Corea. Era uno de los Tres Reinos de Corea, junto a Silla y Goguryeo. Baekje reivindicaba ser el reino heredero de Buyeo (Puyŏ), un estado establecido en la región actual de Manchuria en la época de la caída de Gojoseon. Por otra parte, Goguryeo también reivindicaba ser descendiente de Buyeo, por lo que anexionó los territorios manchurianos a su reino.

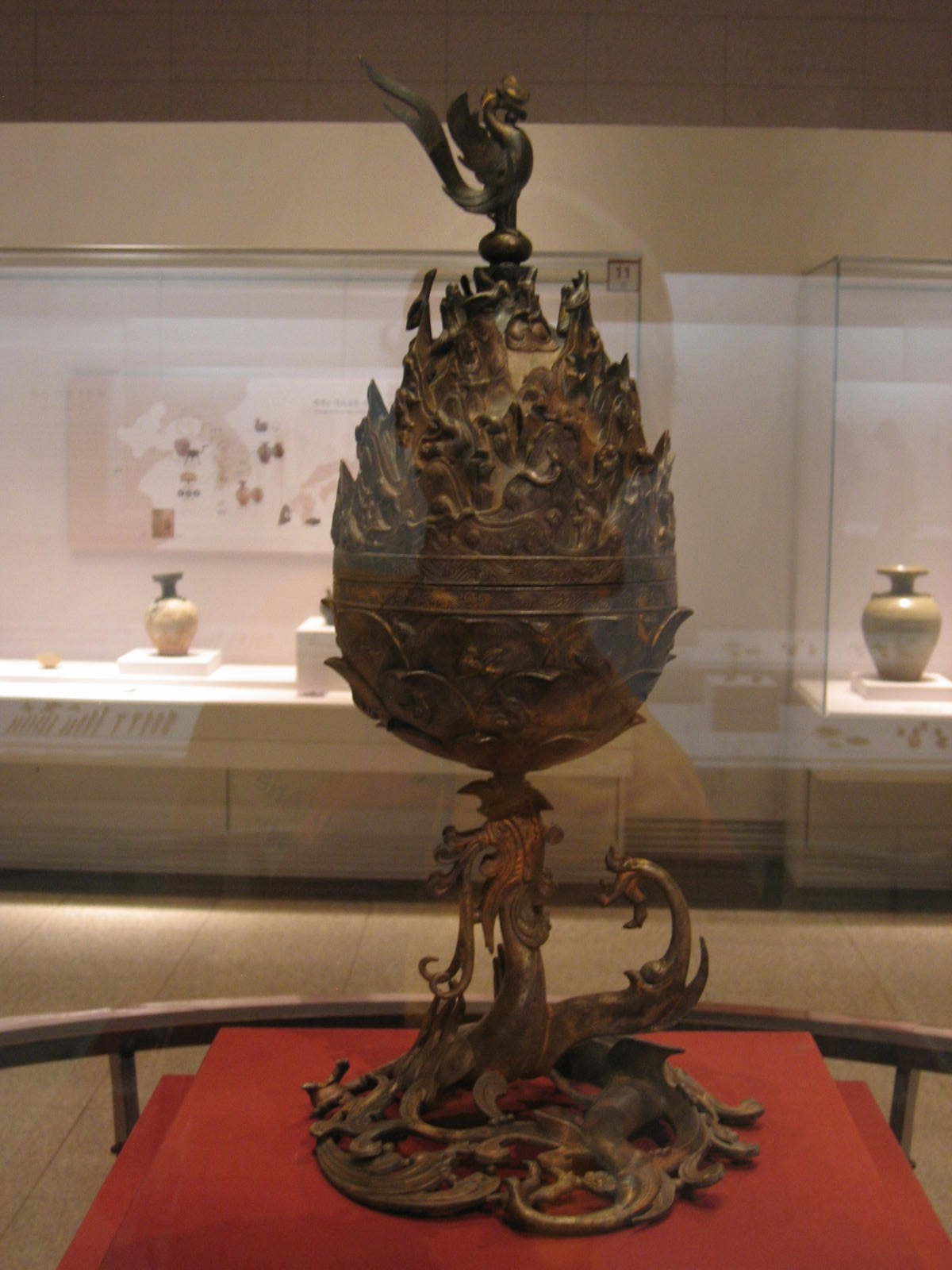
Baekje Geumdong Daehyangno.(en hangul:백제금동대향로) El gran incensario de cobre y oro de Baekje que actualmente (2015) es el tesoro nacional surcoreano N.º 287.

Baekje fue fundado por Onjo, hijo de Jumong (fundador de Goguryeo) alrededor de lo que actualmente es Seúl. En su época de esplendor en el siglo IV, Baekje controlaba la mayor parte del este de la península de Corea, expandiendo su reinado por el norte más allá de Pionyang. Fue derrotado por la alianza entre Silla y la dinastía Tang en el año 660, pasando entonces a formar parte del reino unificado de Silla.

## Historia

### Fundación

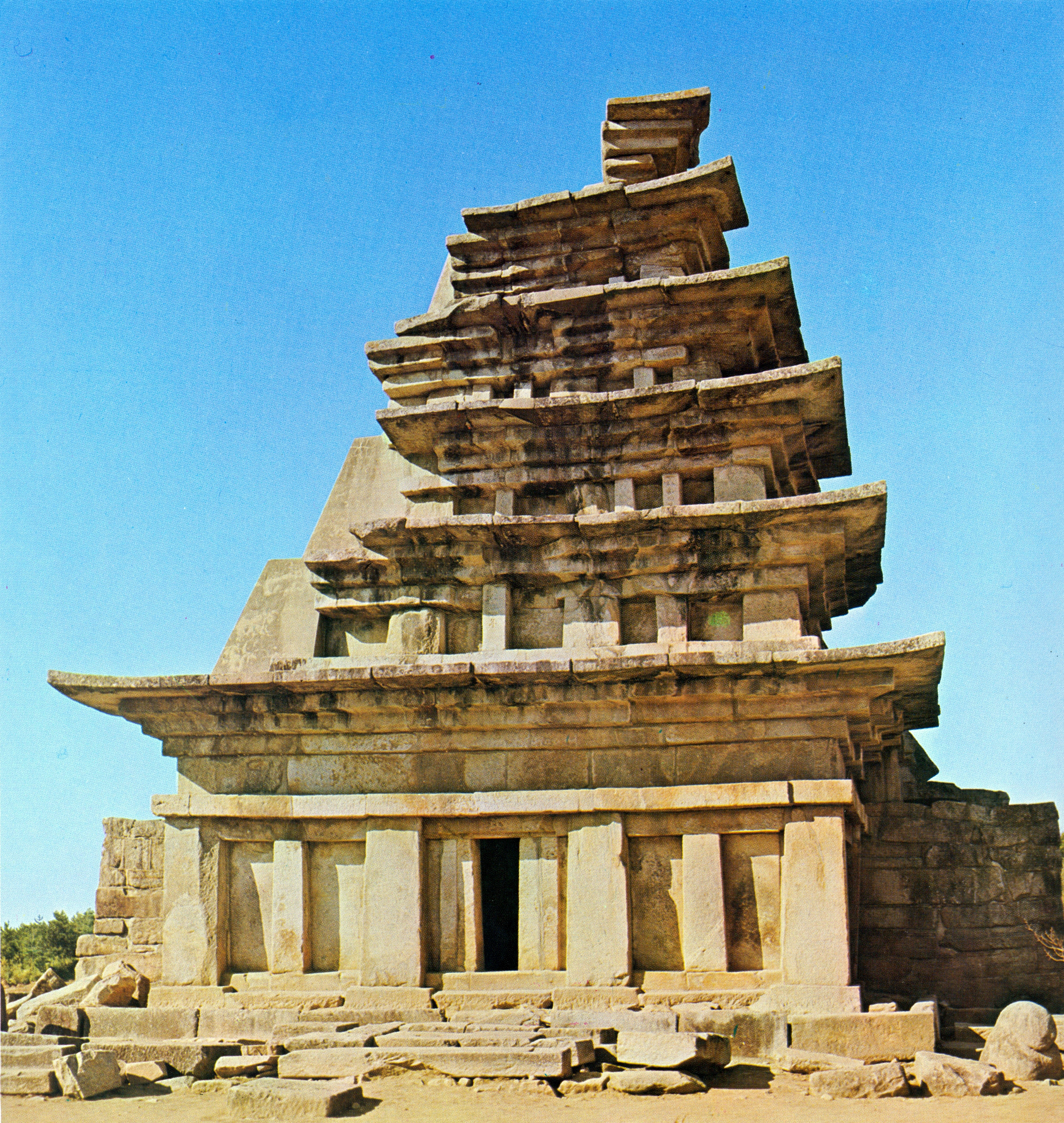
La pagoda oeste en el templo Mireuksa que ha estado en proceso de restauración. Se construyó por el apoyo del rey Mu de Baekje. (r.600-641)

Baekje fue fundado en el año 18 a. C.., por Onjo quien llegó al río Han con sus delegados desde el septentrional reino coreano de Goguryeo. Según el texto chino llamado «Registros de los Tres Reinos», Baekje fue una de ciudad autónoma durante la época llamada Samhan.
El libro clásico coreano Samguk Sagi escribe los detalles sobre el proceso de la fundación de Baekje. El primer rey de Goguryeo, Dongmyeong había tenido un hijo con la dama Ye cuando él salió desde Buyeo con otros dos hijos (Onjo, Biryu) habidos con So seo-no. Cuando su hijo Yuri llegó a Goguryeo, Jumong lo designó heredero de su reino. No logrando puestos monárquicos o puestos de la realeza para sus hijos, So Seo-no y dos de sus hijos marcharon al sur con 10 vasallos.
Onjo se asentó en Wiryeseong (en la actualidad zona este de la ciudad de Seúl o la ciudad de Hanam), dándole el nombre de Sipje (십제, 十濟, literalmente "'Diez Vasallos"), mientras que su hermano, Biryu se asentó en Michuhol (llamada actualmente Incheon) que en esa época tenía un ambiente de mar y de playas. Después del deceso de Biryu, los vasallos visitaron al territorio controlado por Onjo y adoptaron las categorías de ser hombres líderes, cambiando el nombre de Sipje a Baekje (cuyo significado es "Cien Vasallos"). 
 La región alrededor de Wiryeseong conservaba terreno fértil gracias al río Han, tal curso fluvial cumplía asimismo una función de defensa natural para el incipiente reino de Baekje.
Como Baekje fue presionado por los poderosos monarcas del reino de Mahan, Onjo cambió la capital de su pequeño reino muchas veces. Se cree que en el año 132 d. C. el rey Gaero se mudó al norte del valle, probablemente a Bukhansanseong actualmente zonas correspondientes al noreste de Seúl y Goyang. En los inicios de los Tres Reinos de Corea , el reino de Baekje gradualmente ganó el control sobre las otras tribus de Mahan.

### Expansión

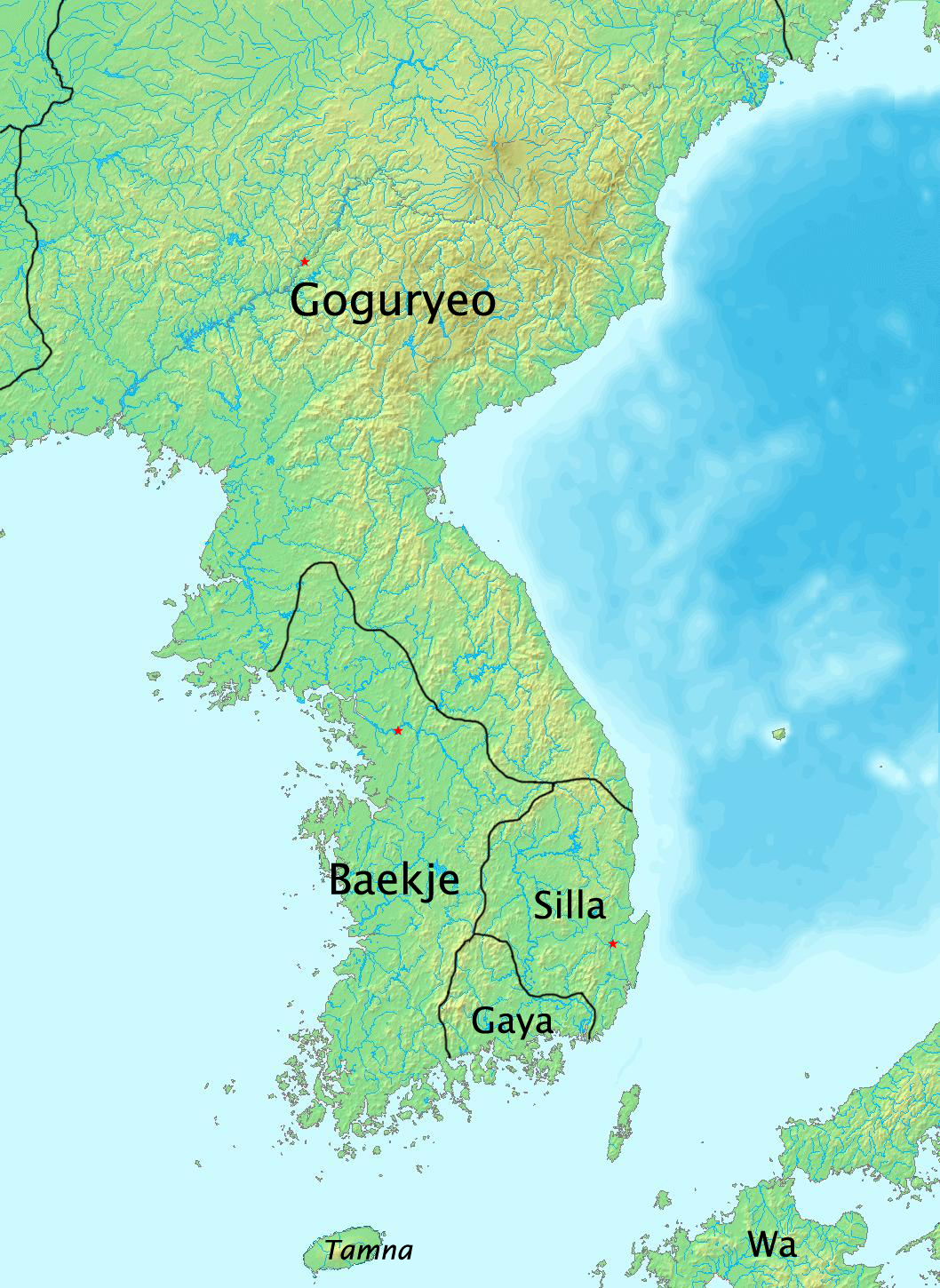
La península coreana en el año 375 d. C., fecha en la cual el reino de Baekje alcanzó su máxima expansión territorial.

Cuatro jefes que eran feudatarios de la dinastía china Han se establecieron en territorios coreanos después de la caída de Gojoseon e intentaron expandir su dominio hasta el sur cerca de Baekje. Sin embargo el reino coreano de Baekje no solo bloqueó los ataques procedentes del norte sino de gradualmente creció ocupando toda la cuenca del río Han a mediados del siglo Ⅲ. Asegurando la ruta de comercio con China, Baekje pudo aceptar los avances culturales chinos. El rey Goi estableció 16 rangos de vasallos, estipulando con esto los diseños de los trajes tradicionales coreanos gwanbok en el año 260, este tipo de uniformización del vestuario significó completar el régimen centralizado. Sin embargo, Baekje sufrió dificultades por los continuos conflictos con Lelang ubicado al norte, tales conflictos entre otros hechos notorios incluyeron el asesinato del rey Chaekgye en el año 298 y del rey Bunseo en 304.
El libro clásico japonés, Nihonshoki relata que Baekje ocupó a gran parte de la confederación Gaya al este cerca del río Nakdong. Por su parte Baekje apareció en los anales chinos por primera vez en 345 y en 367, y envió sus embajadores a Wa (actualmente Japón).
El rey Geunchogo (r. 346-375) conquistó el norte de Corea tras varias guerras con el reino también coreano de Goguryeo, ocupando la mayor parte del territorio llamado Mahan. Geunchogo dirigió una serie de batallas ganando con las mismas casi toda la parte occidental de Corea, excepto dos provincias de Pyeongan y las actualmente llamadas Hwanghae, Gyeonggi, Jeolla, Chungcheong, y parte de Gyeongsang incluso Gaya. La expansión de territorios ayudaron a la consolidación de autoridad real. Como Baekje se expandió también marítimamente, pudo de este modo obtener diversas tecnologías y rasgos culturales procedentes de China, aprobando al budismo como la religión de Estado en el año 384. Aunque se ha llegado a sugerir que Baekje también invadió la parte oeste de China, notablemente la región Shandong, Liao Hsi, no hay una evidencia clara de tal hecho.
Baekje continuaba los comercios marítimos, asegurando tratados de amistad con los gobernantes japoneses del período Kofun, difundiendo entre ellos la escritura china, el budismo, técnicas de alfarería, la ceremonia de los rituales y otros aspectos de la cultura adoptadas por las aristocracias, los estudiosos y los monjes.
Esta época fue la cumbre de la potencia de Baekje, que ocupó la cuenca del río Han en el centro de la península (actualmente Seúl), intensificando su cooperación con los chinos y los japoneses de Wa.

### Época Ungjin
En el siglo V, el territorio de Baekje retrocedió al sur ante las ofensivas de Goguryeo, perdiendo entre otras zonas, la zona de Wiryeseong (actualmente Seúl) y, por esto, la hegemonía en el centro de Corea. Entonces la capital de Baekje se mudó a Ungjin (actualmente Gongju) desde el 475 hasta 538.
Aislado en torno a la zona montañosa, la nueva capital se ubicaba en un lugar seguro contra las fuerzas del norte, pero de esta forma no podría mantener las relaciones con otros estados. Como la ubicación de Ungjin era próxima a la del reino coreano de Silla, ambos estados concretaron una alianza para atacar a Goguryeo. Esta forma de alianza se denomina "La alianza por el casamiento", ya que el rey Dongseong de Baekje (r.479-501) se casó con la princesa de su vecino Silla, tal princesa resultó siendo reina consorte de Baekje. Dado que el reino de Goguryeo atacó al de Baekje y al de Silla muchas veces tal alianza jugó un papel muy importante. En 498, Baekje ocupó Tamna (hoy en día llamada Jeju).
Baekje envió monjes budistas misioneros continuamente a Wa, entre 538 o 552, y esto no cesó sino hasta la caída de Baekje en el año 660.

### Época Sabi

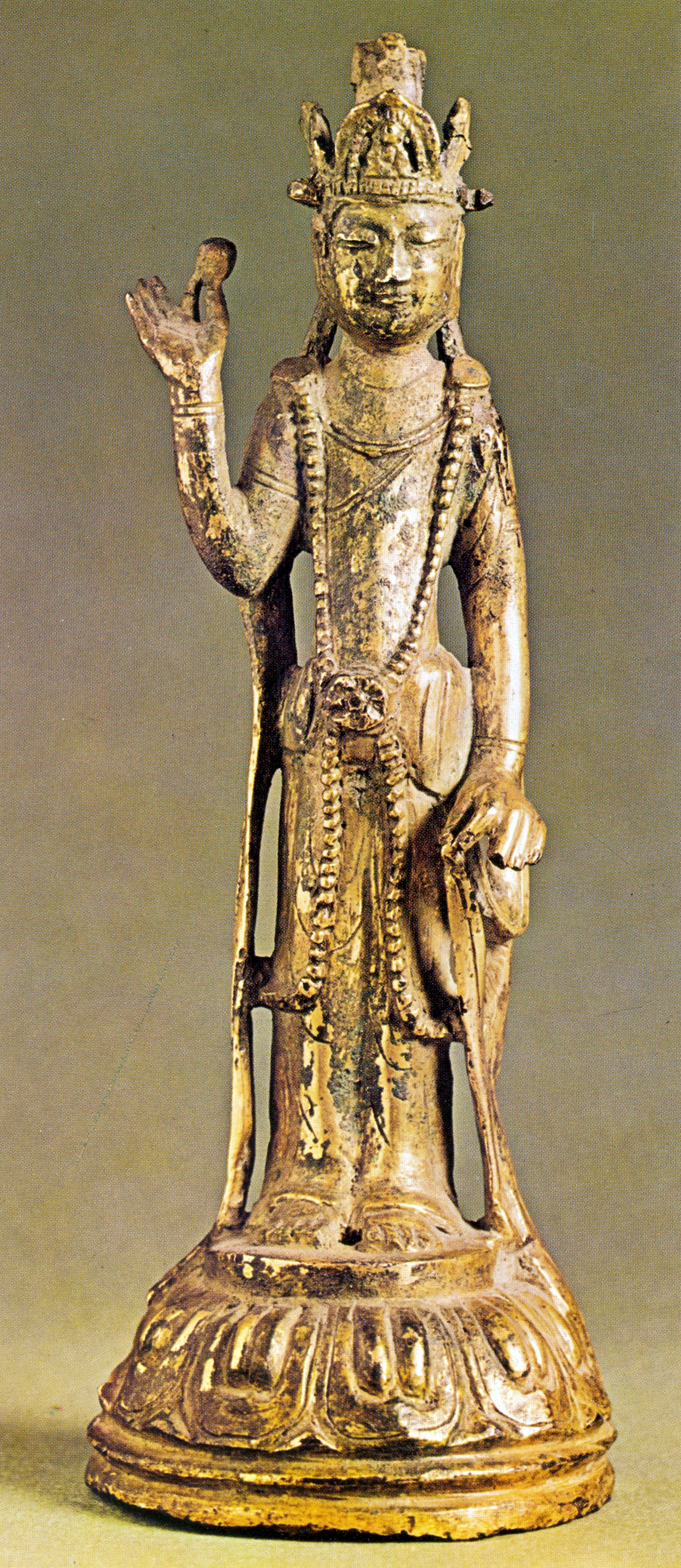
Estatua de Buda que se encontró en las excavaciones realizadas en Buyeo. Está catalogada como tesoro nacional surcoreano N.º 293.

En 538, el rey Seong de Baekje trasladó nuevamente la capital, esta vez a Sabi (actualmente Buyeo) y restableció su reino por la fuerza. Seong cambió el nombre del estado a Nambuyeo (es decir: "Sur Buyeo") lo que demuestra el origen de Baekje a partir del Reino de Buyeo (El fundador de Onjo fue un hijo de Jumong, el primer rey de Goguryeo). Como en esa época floreció el budismo, la cultura de Baekje se desarrolló ampliamente.
Con capital en Sabi, durante el siglo Ⅶ, el reino de Baekje no sufrió tanto la presión de Goguryeo desde el norte ni la de Silla por el este. En esa época Baekje consolidó sus relaciones internacionales y su comercio, especialmente con China. Por otra parte la situación geográfica de Sabi facilitaba la navegación rumbo a China por el río Geum.
Después de la muerte del rey Seong, el poder de Baekje comenzó a decaer paulatinamente debido a fuerte control de Silla sobre las regiones de Hoseo y parte de Honam.

### Caída
En 660, la alianza de Silla y la dinastía Tang china atacó a Baekje, en ese momento aliado a Goguryeo. El gran general Gyebaek capitaneó los combates, pero sus fuerzas finalmente fueron derrotadas por la alianza en la batalla de Hwangsanbeol en las proximidades de la actual ciudad de Nonsan.
Al ser derrotado el reino de Baekje en Hwangsanbeol, la capital del mismo, Sabi , fue arrasada lo que facilitó la anexión de Baekje a Silla. El rey Uija y su heredero Buyeo Pung se asilaron en China, mientras que algunos nobles huyeron a Japón.
Pese a todo las fuerzas de Baekje intentaron una serie de campañas de restauración contra la alianza Silla-Tang. Un monje llamado Dochim (도침, 道琛) y un general llamado Buyeo Boksin realizaron sus máximos esfuerzos para restablecer a Baekje, llamando al príncipe heredero de Buyeo denominado Pung quien regresó desde Japón; el cual decidiendo permanecer en la fortaleza de Juryu (Condado de Seocheon, Chungcheong) como su capital, continuaba la guerra contra los chinos Tang. El emperador chino Gaozong de Tang envió su general para vencer la resistencia, no obstante, las tropas chinas no pudieron vencer absolutamente a las fuerzas de Baekje.
Baekje pidió el apoyo del Yamato (Japón), y el rey Pung regresó con 5000 guerreros y 800 buques. Antes de que los barcos japoneses llegaran a la costa de Baekje, las fuerzas de Pung mantuvieron una serie de batallas alrededor de la antigua capital: Ungjin.
En 663, con ayuda de fuerzas navales japonesas las tropas resistentes de Baekje empezaron las guerras en el sur contra Silla, y ante esto los Tang enviaron 7000 guerreros con 170 buques. En agosto del mismo año, las dos fuerzas se enfrentaron en Baekgang, probablemente al sur del corriente del río Geum o del río Dongjin, las tropas de Baekje fueron derrotadas y el rey Pung huyó a Goguryeo, terminando así la guerra entre Baekje y la alianza Silla-Tang. La dinastía china de los Tang estableció cinco divisiones en el dominio de Baekje, esto provocó descontento en el reino de Silla, produciéndose por tanto la guerra entre Silla y los Tang. Muchos habitantes de Baekje emigraron a Wa (actualmente Japón), lo cual produjo la transmisión de una cultura avanzada por ejemplo en lo atinente a la cerámica y las técnicas de construcción, lo que se hace notorio en el templo Tōdai-ji en la ciudad japonesa de Nara.

## Organización del gobierno

### Organización
La organización de la corte de Baekje se desarrolló ampliamente mediante doce secciones internas y diez secciones externas, es decir, en total a 22 secciones (22 bu).
Los palacios fueron regidos por otras secciones, por ejemplo la sección de la música, las de las espadas y las de los caballos.
Las secciones externas fueron controladas para tratar de los negocios domésticos. Los líderes se cambiaron cada tres años para conservar el equilibrio dentro de la nobleza, lo cual ya era una costumbre desde la época de los patricios.

### Administración
Las regiones de Baekje se caracterizaron estar regidas por un gobierno que carecía de relación de origen respecto a los pobladores de las tribus nativas. La capital se dividió en cinco partes, y las regiones se dividieron en cinco "bang" (distritos o provincias). Bajo el tipo de gobierno con "bang", dos jefes se designaron dirigiendo a entre 700-1200 militares. Además, los miembros de la familia real se enviaron a 22 secciones administrativas, llamadas damno (en alfabeto hangul:담로).

## Cultura

### Lengua
Baekje fue fundado por migrantes procedentes de Goguryeo, quienes hablaban la lengua de Buyeo, del mismo grupo étnico que Gojoseon, Buyeo y Goguryeo. Probablemente, los habitantes de Samhan hablaban un dialecto de esta lengua.

Según el libro chino llamado Libro de Lian, la forma de su lengua y sus costumbres aproximadamente eran similares a las de Goguryeo.

### Academia
Se encuentran evidencias que demuestran el nivel alto de estudio de los clásicos chinos (king) en Baekje, así es que existió el puesto de doctor en los cinco clásicos chinos.; en el libro de Wei, está la carta credencial de Baekje (472) a Wei del norte (China); el embajador chino de la dinastía Liang visitó a Baekje dando una lección sobre un clásico chino en 541. El alto nivel de los estudiosos de Baekje ayudaron a la transmisión de la cultura a Wa (Japón), enviando a tal estado japonés varios doctores.

### Publicaciones
Se cree que el doctor Goheung (en alfabeto hangul:고흥) publicó un libro de historia nacional alrededor del año 375 durante el reinado del rey Geunchogo. En el Nihon Shoki se dice que en Baekje también se publicaron otros libros, como «El recuerdo de Baekje» (백제기),《백제본기》《백제신찬》, que desaparecieron.

### Religión

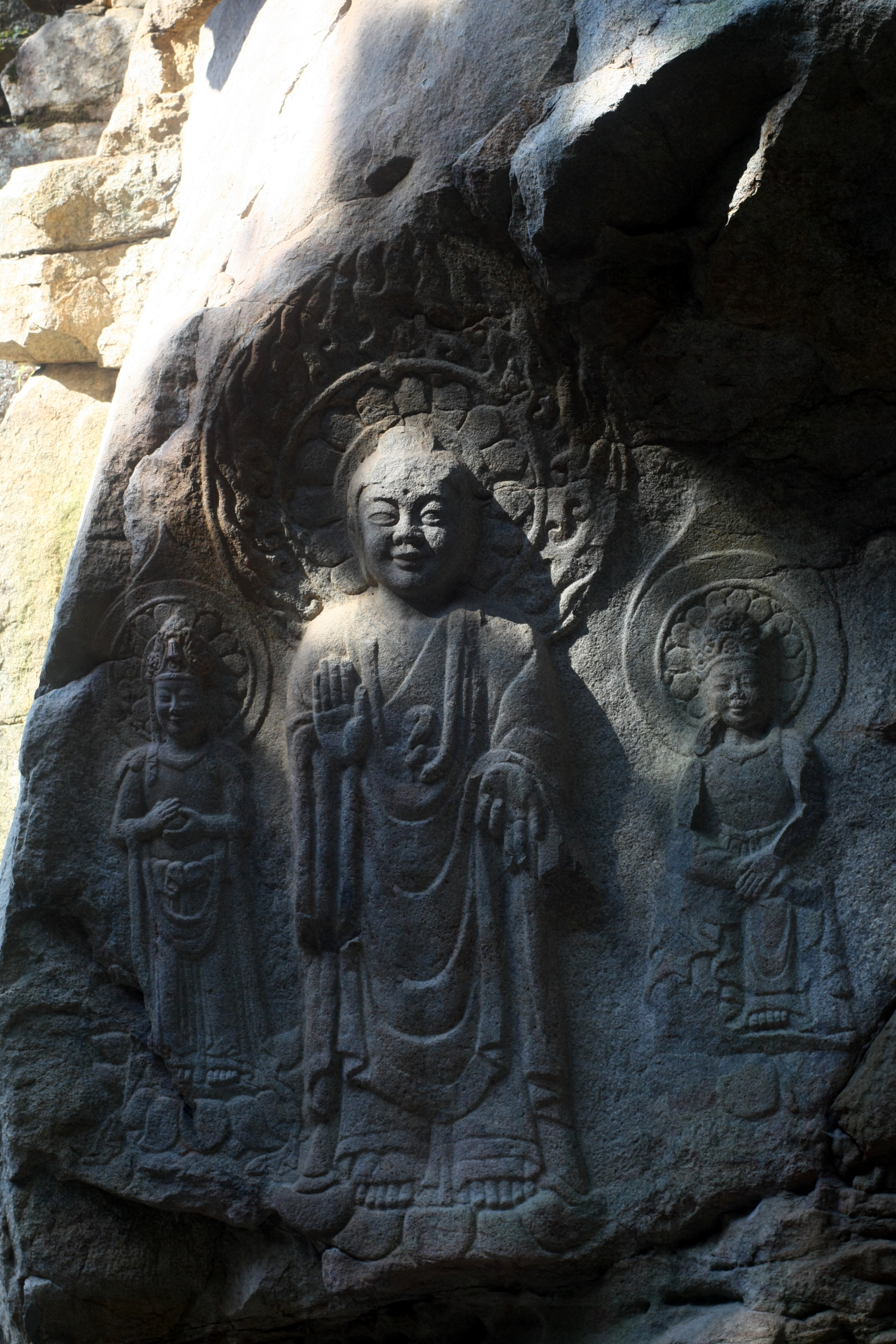
La estatua de los tres budas en Seosan. Es la obra maestra de Baekje que presenta a la típica Sonrisa de Baekje. Actualmente está catalogado como tesoro nacional surcoreano N.º 84

El libro de Zhou (en chino: 周書) describe que Baekje poseía muchos templos y pagodas.(寺塔甚多) El budismo llegó en 384 (en tiempos del rey Chimnyu) llevado por un monje llamado Marananta de Xiyu el cual permaneció en la corte, y construyó un templo dónde aproximadamente vivieron diez monjes. Luego el budismo de Baekje creció bajo el apoyo nacional y esto permitió edificar templos como el de Wangheungsa ubicado en Buyeo. Sin embargo Samguk Sagi dice que el templo fue construido en la primavera del año 600, un reperto cierto de tal templo fue encontrado durante una excavación realizada en año 2007, se trata de un relicario., diciendo '丁酉年二月 十五日百濟 王昌爲亡王 子爲刹本舍 利二枚葬時 神化爲三'(En 15 de febrero del año Jeongyu, el rey Wideok de Baekje construyó el templo para recordar a su hijo con las reliquias de dos huesos de Buda que se convirtieron en tres bajo la ayuda del dios).
En 599, el rey Beop promulgó la orden por la cual se prohibía matar a cualquier animal, liberando halcones y quemando artículos de pesca.
Por otra parte, Baekje fomentó el confucianismo y designó a un doctor especializado en los Cinco Clásicos Chinos; esto fue posible porque gran parte de que la gente de Baekje mantenía diversos contactos con los chinos.

### Arte

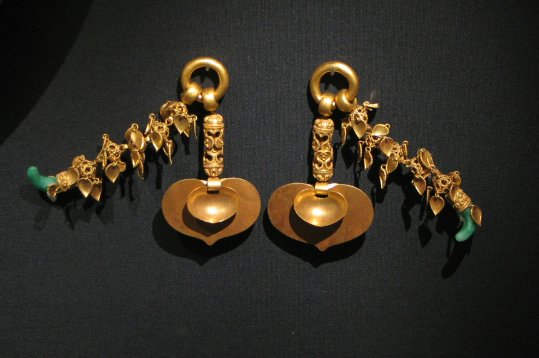
Pendientes de oro que se encontraron en la excavación de la tumba del rey Muryeong.

El arte de Baekje recibió muchas influencias desde Goguryeo y las dinastías chinas. Generalmente las pinturas se encuentran en series de tumbas.
Los artistas de Baekje adaptaron las influencias chinas dotándoles de un estilo coreano: los temas budistas eran tratados con rasgos muy vigorosos en los obras de arte. La sonrisa que típicamente aparece en los budas de Baekje se llama "Sonrisa de Baekje". Artistas chinos fueron enviados por la dinastía Liang en 541 lo que incrementó la influencia externa durante la época Sabi.
El príncipe Ajwa enviado por el rey Wideok de Baekje visitó al príncipe heredero Shotoku enseñándole arte y pintando su retrato, que se perdió en 1949.

#### Arquitectura
Ver también: Áreas Históricas de Baekje

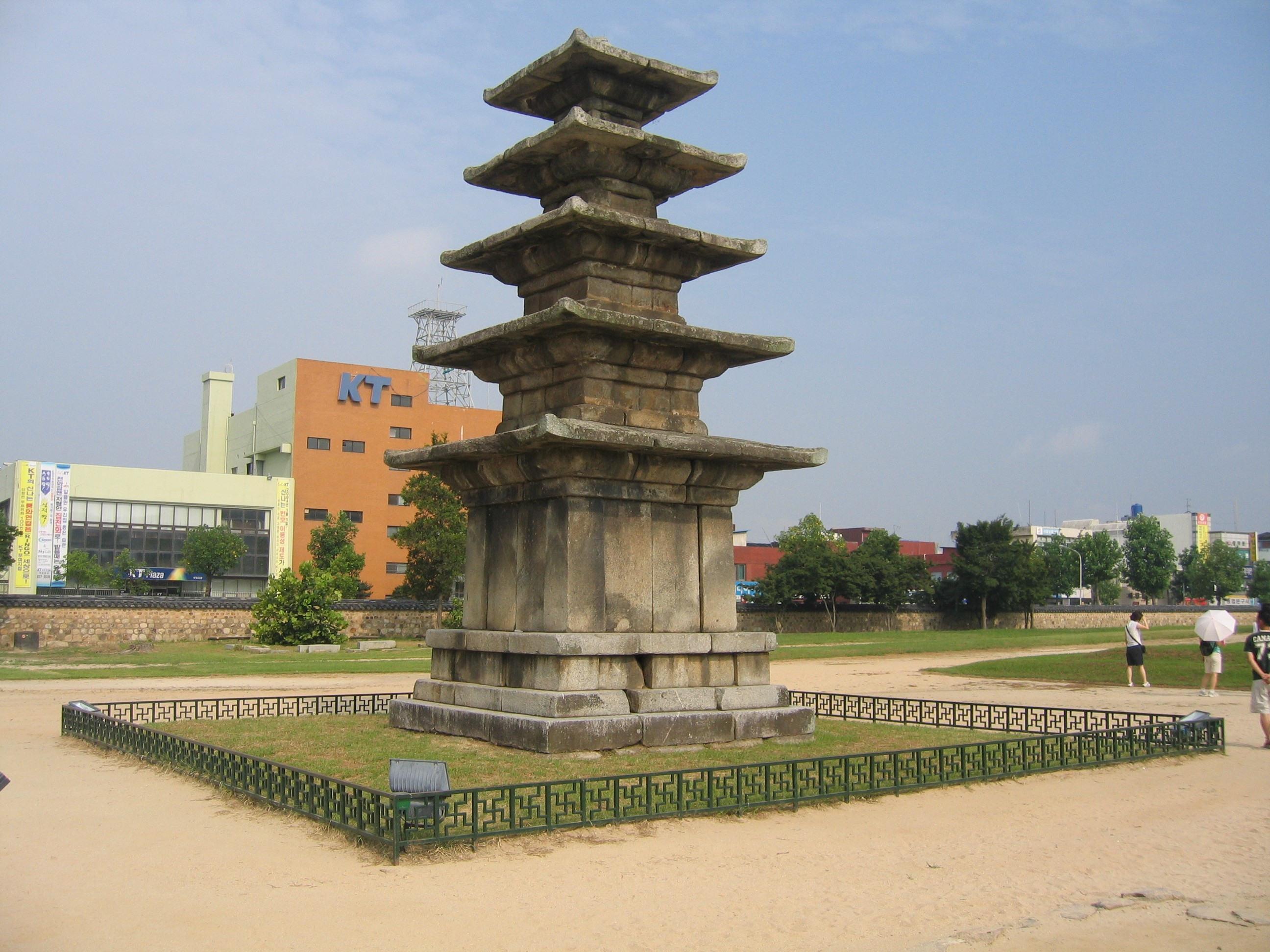
Pagoda en el sitio del templo Jeonimsa.(El tesoro nacional surcoreano N.º 9)

Baekje tiene fama por la elegancia de sus relíquias, especialmente cuando se desarrolló el influjo del budismo. Generalmente se caracteriza por los tejados en forma de lotos, con patrones basados en delicados ladrillos y por la belleza de las líneas elegantes en las cerámicas características de la cultura de Baekje.
En el siglo Ⅶ, el reino de Silla pidió ayuda con objeto de construir su principal templo enviando tributos y regalos a Baekje, esto dio por resultado la visita del maestro Abiji para supervisar el proceso de edificación de tal templo. Además, unos arquitectos e ingenigeros visitaron a Wa para construir los templos tempranos japoneses.
La pagoda de Mireuksa es la primera pagoda de piedra en Corea, mientras que la pagoda ubicada en Jeongnimsaji templo tiene fama por su elegancia. Aunque se mantienen recuerdos de muchos templos, de tal reino y de tal época solamente unas pagodas y reliquias de templos subsisten.
Los antiguos túmulos mayoritariamente aparecen en la zona de Songpa-gu en Seúl, y en Gongju, y en el condado de Buyeo de Chungcheong. Al principio, las tumbas de Baekje fueron similares a las de Goguryeo. En el período posterior, presentan las influencias estéticas procedentes de la China meridional , principalmente las procedentes de la dinastía Liang, tal cual se observa en la tumba del rey Muryeong en Gongju.
La tumba del rey Muryeong (r. 501–523) se excavó en 1971 y en sus ruinas se encontraron 2900 reliquias especialmente coronas, ornamentos, cinturones de oro y pendientes. Aunque el estilo de tal tumba se conforma en gran medida con elementos artísticos importados, el cementerio muestra el único resgo de tradición netamente coreana de Baekje.
La estatua Baekje Geumdong Daehyeongno describiendo la noción del nirvana fue hallada en el año 1993 durante la excavación de un yacimiento en el lugar del templo de Neungsan-ri ubicado en el condado de Buyeo.

## Diplomacia

### Relaciones con China

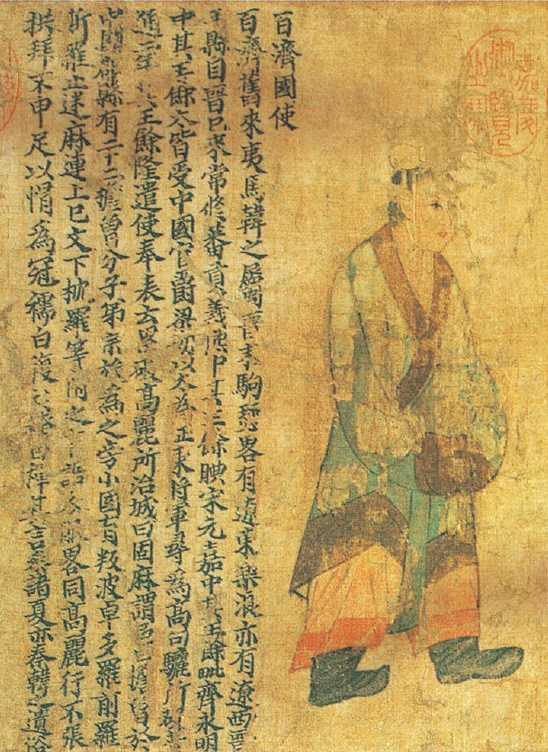
Pintura con un relato escrito en hanja que describe a un embajador de Baekje.

Geunchogo fue el primer rey de Baekje mencionado en un texto chino, más precisamente en el llamado Libro de Jin (en chino:晉書), en tal texto se narra que Baekje envió tributos a Jin del Este (265-420) en la cuenca del río Yangtze en 372. Baekje tenía la intención de establecer alianza con Jin para competir con Goguryeo, que estaba gobernado por el rey de Chimnyu (384), recibiendo el primer monje chino, conocido como Marananta.
En el año 470, embajadores de Baekje visitaron al emperador Ming de la dinastía Liu song que gobernaba en la China meridional y en 472 al reino chino Wei del Norte, esta fue la ocasión en que se enviaron por primera vez tributos al norte de China para asegurar el apoyo militar contra Goguryeo.
El rey Muryeong de Baekje (r.501-523) y su sucesor Seong (r.523-554) también enviaron tributos a la dinastía Liang muchas veces, ganando así títulos chinos como el «nobles vasallos». Por contrapartida, el emperador chino Liang Wu envió estudiosos con los libros clásicos.

### Wa (Japón)

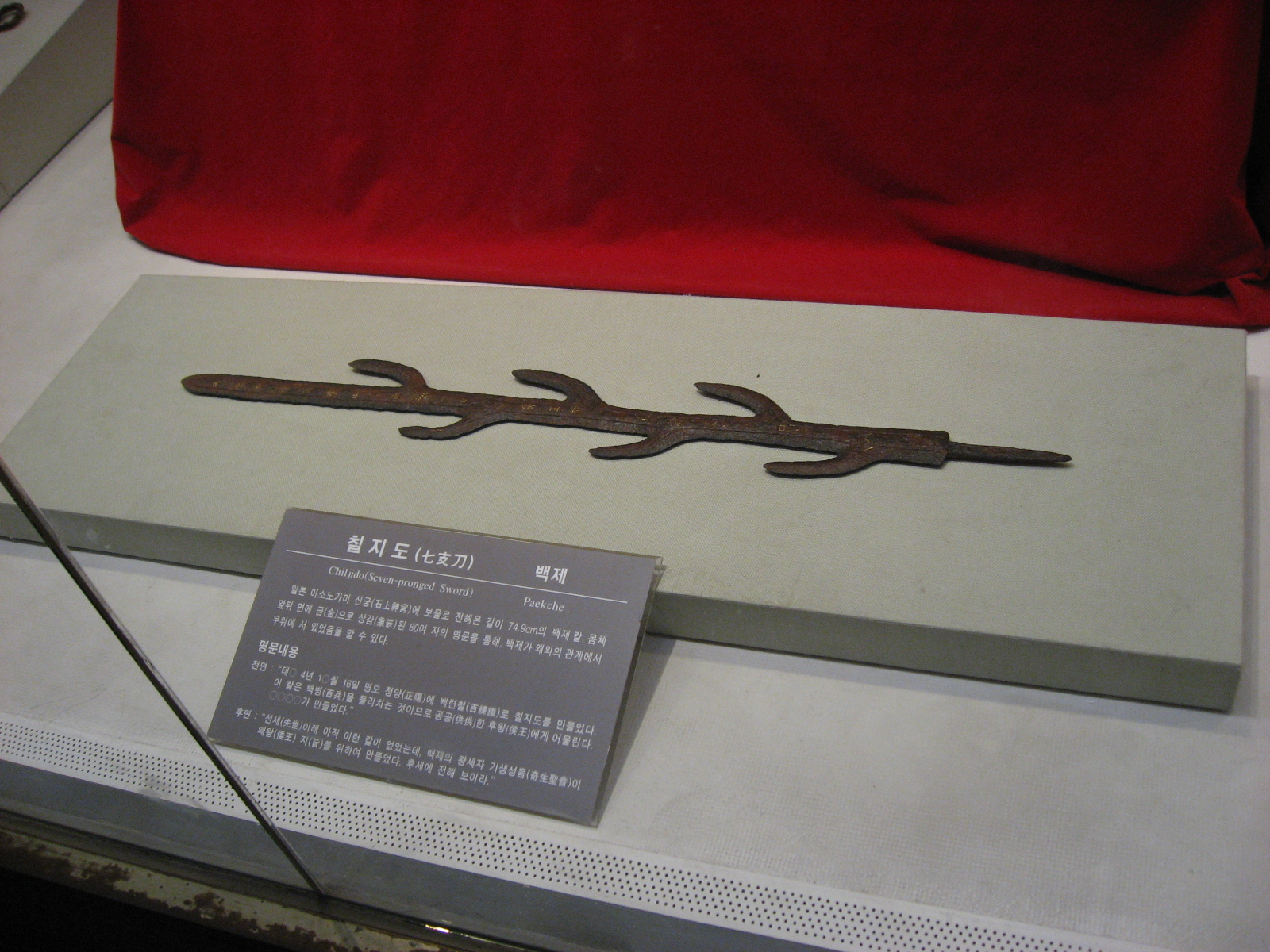
Espada de siete filos que Baekje dio al Yamato.

El nombre que los chinos y coreanos dieron a Japón fue Wa: tal topónimo dado por los coreanos y chinos a Japón apareció aproximadamente en el siglo Ⅶ.

#### Efecto cultural y apoyos militares
A fin de que hacer frente a los ataques de Goguryeo por el norte, y de Silla por el este, Baekje estableció una alianza estrecha con Wa (Japón). La espada que fue regalada por Baekje a Wa tiene grabada el sistema de letras coreanas, especialmente el de Baekje.
El libro clásico coreano Samguk Sagi relata que tanto Baekje como Silla enviaron sus príncipes a la corte de Wa (Japón) como rehenes. Aunque existe una disputa sobre si los enviaron a Wa realmente como rehenes o como embajadores. Existen puntos importantes: la característica de la relación entre el reino coreano de Baekje y el japonés llamado Wa era muy compleja, aunque se dice que algunos linajes del emperador japonés tienen lazos de sangre con la realeza de Baekje; el importante clásico japonés Nihon Shoki es considerado una combinación de mitos y hechos fácticos o concretamente reales por lo que ofrece una dificultad de probar la verdad histórica y en cuanto al Samguk Sagi tal libro fue escrito en el siglo XIII, esto es: aproximadamente siete u ocho siglos posteriormente a los hechos que relata.
Los historiadores como los que publicaron el libro Paekche of Korea and the Origin of Yamato Japan y Jonathan W. Best que participó en el proceso de traducir los recuerdos de Baekje, escriben que los príncipes procedentes de Corea establecieron escuelas en Japón durante el periodo Yamato, controlando las fuerzas navales para utilizarlas en la guerra contra Goguryeo.
Como ocurre la dificultad de explicar la historia de la antigüedad coreana aún (en el 2015) poco es lo realmente verificable. Por ejemplo los estudiosos tuvieron prohibido visitar las tumbas reales en Japón desde 1976, esto antes de que los historiadores buscaran posibles reliquias coreanas en sitios arqueológicos japoneses. En 2008, el gobierno de Japón permitió el acceso a los extranjeros pero todavía no se ha llegado a resultados concluyentes, por lo cual se necesita más investigación. La National Geographic escribió "El gobierno [japonés] ha aún controlado el acercamiento de los investigadores, poniendo series de dudas, dado que temen que la excavación de las tumbas antiguas de los oficiales probablemente aclarase la conexión de la corte japonesa y los coreanos."

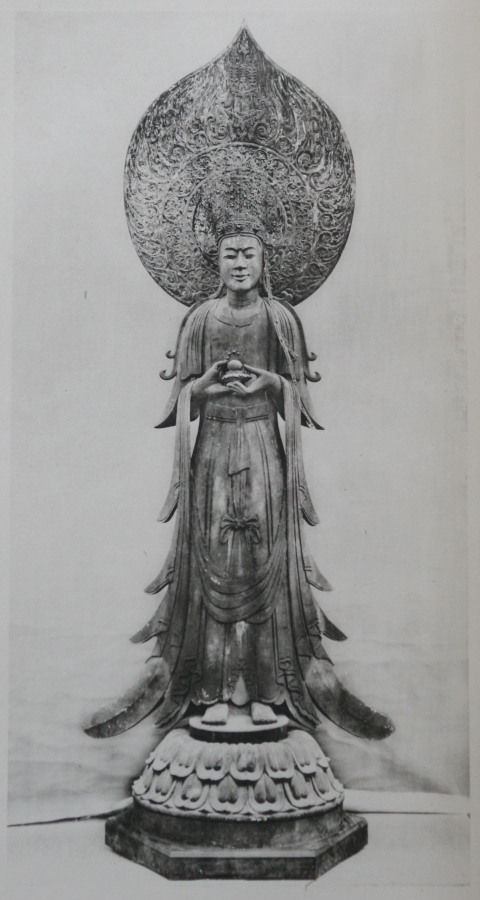
"Guze Kannon" estadua budista que representa la imagen del rey Seong de Baekje. La estatua, originalmente procede de Baekje, se conserva en el templo japonés Hōryū-ji.

De cualquier modo, los coreanos que marcharon a Japón desde Baekje casi con toda seguridad impartieron en el estado japonés llamado Wa (Yamato) el esquema cultural de las escrituras chinas (en coreano llamadas hanja y en japonés kanyi, significando en ambos casos : "letras chinas"), el budismo, y muy posiblemente la producción de armas de hierro. Notoriamente se considera que los doctos coreanos Wani (en alfabeto hangul:왕인) y Achiki fueron enviados a la corte del Yamato donde eseñaron las letras chinas o sinogramas a los príncipes japoneses. A cambio de esto, Wa / Japón apoyó varias veces con fuerzas militares al reino coreano de Baekje, especialmente en el proceso de restauración Baekje.

##### Disputa historiográfica
Según los contenidos mitológicos que se leen en el Nihonshoki, la emperatriz nipona o japonesa Jingū obtuvo la promesa de recibir tributos desde Baekje, Silla y Goguryeo. A inicios del siglo ⅩⅩ cuando el nacionalismo japonés estaba exacerbado, los historiadores japoneses utilizaron tales mitos como la justificación para la invasión a Corea. Sin embargo observando los textos coreanos y también chinos se considera que no hay ninguna evidencia de invasión japonesa o influencia japonesa para esa época en ninguna parte de Corea. Los japoneses a veces relataban que la estela grande de Gwanggaeto era otra evidencia de la sumisión coreana, sin embargo en tal inscripción existen faltas de sintaxis lo que da lugar a cuatro interpretaciones diferentes.
Los estudiosos creen que el Nihon Shoki describe los datos de la invasión posteriores al siglo Ⅳ, antes de tal fecha las fuerzas japonesas eran sola una confederación de diversas tribus sin armas de hierro pero a las cuales las fuerzas coreanas equiparon con armas de hierro y también proveyeron de la táctica en que se utilizaron los caballos en la guerra con un esquema centralizado. Comparando la etapa de tres reinos de Corea y el Yamato en Japón; por lo tanto es muy dudoso que esos años el Yamato tuviera la capacidad de iniciar batallas junto a Baekje y a Silla.
Considerando las características del libro japonés Nihon Shoki, en lo que atañe a Corea los contenidos de tal texto carecen de credibilidad porque mezcla series de leyendas con la facticidad histórica.

#### Apoyo militar desde Japón y caída de Baekje

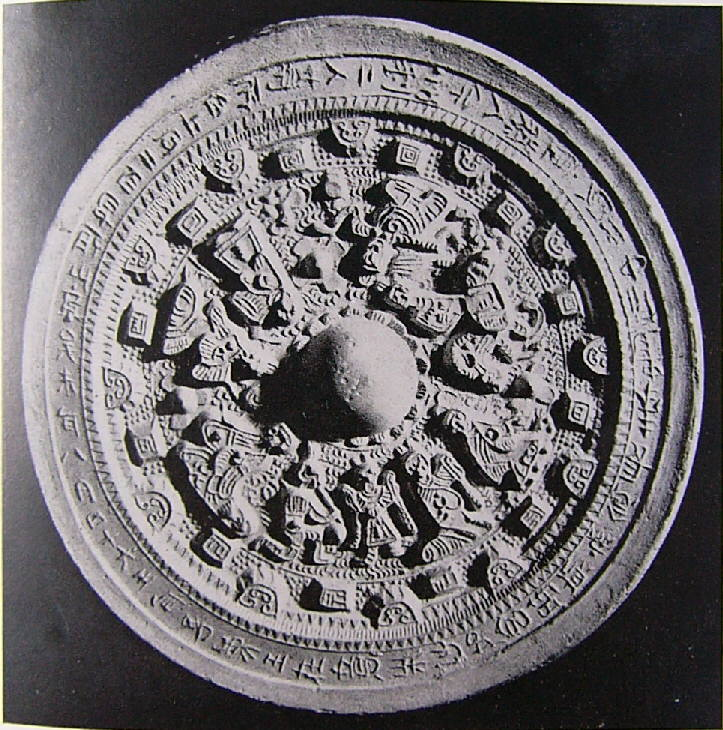
Espejo del santuario Suda Hachiman en Wakayama, Japón que tiene gran similitud con los de Baekje.

Algunos pobladores de Baekje habían emigrado a Japón antes de la caída de tal reino coreano. Para ese entonces el príncipe Buyeo Pung (su nombre japonés:Hōshō) hijo del rey Uija de Baekje jugó el rol de emisario. Así en el mes de agosto del año 661 regresó a Baekje con 27000 soldados comandados por el general Kamitsukeno no Kimi Wakako y el año 662 otros 10000 soldados japoneses comandados por Iohara no Kimi. En 663, Japón envió el general Abe no Hirafu con 20 000 (veintemil) militares y 1000 buques por pedido de Baekje.
La resistencia de Baekje sin embargo no obtuvo éxito ya que fue derrotada en la conclusiva batalla de Baekgang y a causa de esto Buyeo Pung debió huir a Goguryeo. El Nihon Shoki dice que solo la mitad de las tropas pudieron regresar a Japón.
En ese tiempo los refugiados de Baekje se exiliaron en Japón; al principio, los miembros de la familia real de Baekje refugiados en Japón fueron tratados como «visitantes extranjeros»(蕃客) y no pudieron integrarse en la política japonesa. Pero el hermano menor del príncipe Buyeo Pung, Sun-Gwang (선광) empezó usar por elipsis el apellido Kudara no Konikishi ("rey de Baekje" ya que en japonés el reino de Baekje se llama Kudara).